# Myrmecothea myrmecoides
Myrmecothea myrmecoides är en tvåvingeart som först beskrevs av Friedrich Hermann Loew 1860.  Myrmecothea myrmecoides ingår i släktet Myrmecothea och familjen fläckflugor. Inga underarter finns listade i Catalogue of Life.